# William Jameson (botánico)
William Jameson CIE FRSE (1815-1882) fue un cirujano, botánico, y taxónomo escocés, del siglo XIX; vinculado a la propagación masiva de plantaciones de té en el norte de la India.

## Biografía
Nacido en 1815, era aborigen de Leith; hijo de Laurence Jameson o Jamieson (1783-1827), un manufacturero de soda, en Silverfield y de su esposa, Jane Watson (1788). Su tío era Robert Jameson FRSE.
Fue educado en el High School de Edimburgo. Y, luego estudió medicina en la Universidad de Edimburgo. En 1838, obtuvo una posición en el Servicio Médico Indio con base en Bengala. Su interés se desvió rápidamente a la botánica y se convirtió en Curador de la Sociedad Asiática de Bengala. En 1842, fue nombrado superintendente del Jardín Botánico de Saharanpur. Desde 1860, el delegó este deber al Dr. John Lindsay Stewart mientras estuvo ausente un año.
Falleció en Dehradun, India en 1882.

## Obra

### Algunas publicaciones
- Suggestions for the Importation of Tea Makers, Implements and Seeds from China (1852)[3]

## Familia
Se casó con Emily Field.
Su primo era Thomas Jameson Torrie FRSE.

## Honores

### Membresías
En 1863, fue elegido de la Royal Society of Edinburgh, siendo su proponente John Hutton Balfour.
De 1875, fue vice-cirujano general de la India, para el cual fue nombrado Compañero de la Orden del Imperio de la India (CIE).
- La abreviatura «W.Jameson» se emplea para indicar a William Jameson como autoridad en la descripción y clasificación científica de los vegetales.[5]